# Kedungcaluk
Kedungcaluk is een bestuurslaag in het regentschap Probolinggo van de provincie Oost-Java, Indonesië. Kedungcaluk telt 2854 inwoners (volkstelling 2010).